# Edificio Sudamérica
El Edificio Sudamérica es un conjunto residencial de gran altura que se destaca en el extremo norte de la avenida 9 de Julio, en la ciudad de Buenos Aires. Su ubicación exacta es Cerrito 1482, esquina Posadas.

## Historia
Fue proyectado por el arquitecto Arturo Dubourg en 1956, y según él se trató de la primera torre en propiedad horizontal aprobada por la Municipalidad de Buenos Aires, que había implementado este nuevo régimen en 1957, aunque su construcción terminó recién en junio de 1964. Dubourg supo mantener elementos decorativos como el ladrillo a la vista, aplicándolos a diseños modernos, por lo cual se dedicó especialmente a emprendimientos de alta categoría; y en el caso de edificios de oficinas, fue pionero en las fachadas vidriadas (por ejemplo: Edificio Berlingieri y Sede del INDEC). 

## Características
El Edificio Sudamérica es un caso excepcional de su producción, por su diseño completamente moderno y carente de decoración en su fachada, realizada en paneles modulares y revestida con venecitas en sus laterales. Fue además uno de los edificios más altos de Buenos Aires en ese momento, ya que está compuesto en realidad por dos volúmenes independientes. El primero (Cerrito 1488) tiene planta baja y 13 pisos con 47 metros en total, limitado por una ordenanza municipal que regulaba la altura de los edificios sobre esa calle; y el segundo, de mucho mayor volumen, está más retirado y tiene planta baja y 31 pisos, llegando a los 97 metros de altura (Posadas 1100). En total, suman alrededor de 30.000 m² de superficie cubierta, y la construcción corrió por cuenta del Ingeniero Francisco Schmidt.

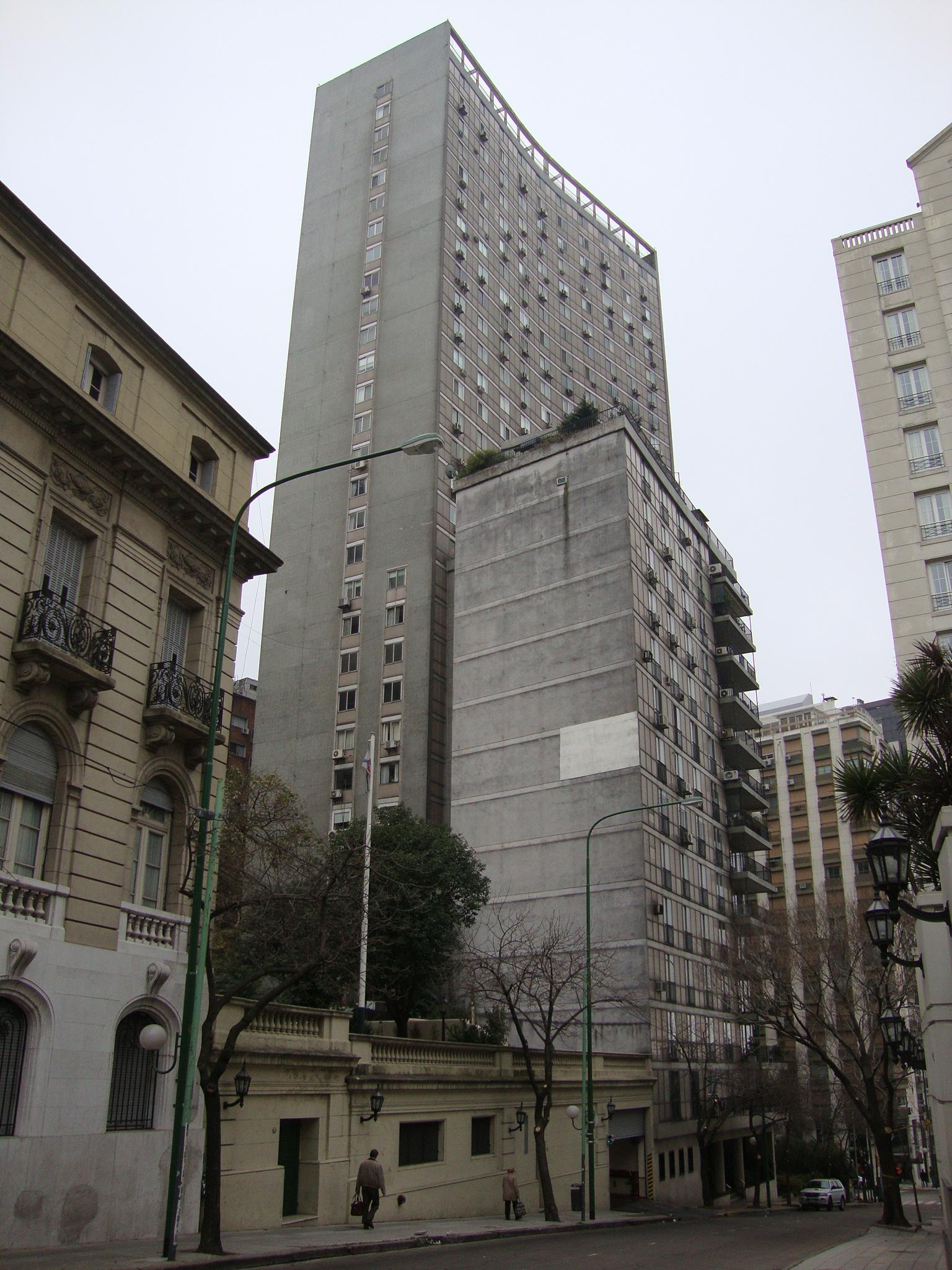
Visto desde la calle Cerrito

Un rasgo distintivo del edificio principal es su gran fachada curva, derivada de la necesidad de separar el edificio de las medianeras para permitir el acceso de vehículos a las cocheras, buscando además aprovechar al máximo la iluminación que le brinda el encontrarse junto a la ancha avenida 9 de julio, abierta en la década de 1970 en este sector. Esto lo relaciona en su aspecto con el Edificio Ángel Giménez, construido en esos mismos años por la cooperativa El Hogar Obrero, en Caballito.
El edificio bajo tiene un departamento de piso completo por planta (en total son trece) y la torre tiene cuatro departamentos por cada una de sus veintinueve plantas. Están servidos por dos y cuatro ascensores, respectivamente, y cuentan con detalles de confort como calefacción por losa radiante, y sistema central de secado de ropa mediante caños metálicos calentados al vapor. Son comodidades asociadas con el nivel social de los compradores a los cuales apuntaba el edificio al ser construido, considerando que se levantó en un barrio de clase aristocrática por excelencia.